# Frühlingsromanze
Frühlingsromanze, auch gezeigt unter Sehnsucht des Herzens, ist ein deutsches Filmdrama aus dem Jahre 1950 von Paul Martin mit dem Opernsänger Hans Hotter in der Hauptrolle. Die Geschichte basiert auf dem Roman „D-Zug 517“ von Maria von Peteani.

## Handlung
Ein Verkehrsunfall bringt den gefeierten Kammersänger Lindner und die bildhübsche junge Ebba im Krankenhaus unabsichtlich zusammen. Ebba und ihr Freund Richard Sturm sowie der Opernsänger wurden dorthin eingeliefert. Fasziniert von seiner Persönlichkeit und seinem Können verliebt sich Ebba rasch in den Gesangskünstler und nimmt aufgrund mehrerer Missverständnisse irrtümlich an, zurückgeliebt zu werden. Doch Lindner hat sich ganz und gar der Musik verschrieben und erweist sich letztlich in seiner Reaktion nur als höflich und freundlich gegenüber Ebba angesichts ihrer hingebungsvollen Bewunderung. Richard ist tief betrübt, dass seine Ebba fortan offensichtlich nur noch Augen für den Fremden hat und verlässt heimlich das Krankenhaus, ohne sich von ihr zu verabschieden. Erst im letzten Moment erkennt Ebba ihren Irrtum und weiß nun endlich die Wertschätzung desjenigen Mannes wertzuschätzen, der ihrem Glück zuliebe sogar auf sie verzichten wollte.

## Produktionsnotizen
Frühlingsromanze entstand in München-Geiselgasteig sowie in der Umgebung der bayerischen Landeshauptstadt. Der Film wurde am 19. Januar 1951 in Stuttgart uraufgeführt. Die Berliner Premiere fand am 3. Oktober 1952 statt.
Produzent Eberhard Klagemann übernahm auch die Produktionsleitung, Hermann Warm entwarf die von Bruno Monden ausgeführten Filmbauten. Walter Rühland sorgte für den Ton.

## Kritik
Im Filmdienst heißt es: „Die lebensfremd konstruierte Kolportage gibt dem seinerzeit populären Sänger Hans Hotter reichlich Gelegenheit, seinen sonoren Heldenbariton ertönen zu lassen. Aber auch tontechnisch ist der Film unzulänglich.“